# أليخاندرو نايف
رائول أليخاندرو نايف (مواليد 23 مارس 1973) لاعب كرة قدم فلسطيني سابق كان يجيد اللعب كمهاجم صريح. لعب نايف مع أندية عدة في دول مثل الأرجنتين وهندوراس وتشيلي وكولومبيا بالإضافة إلى المنتخب الوطني الذي مثله في 6 مباريات دولية.

## روابط خارجية
- أليخاندرو نايف على موقع الاتحاد الدولي (مؤرشف)  (الإنجليزية)
- أليخاندرو نايف على موقع قاعدة بيانات كرة القدم.إي يو (الإنجليزية)
- أليخاندرو نايف على موقع قاعدة بيانات كرة القدم.إي يو (الإنجليزية)
- أليخاندرو نايف على موقع ناشيونال فوتبول تيمز (الإنجليزية)
- أليخاندرو نايف على موقع Soccerway.com (الإنجليزية)
- أليخاندرو نايف على فرق كرة القدم الوطنية.كوم